# سيديروكاسترو
سيديروكاسترو (Σιδηρόκαστρο) هي مدينة في سيرري في مقاطعة فوريا إلادا في اليونان.